# East Montpelier
East Montpelier (prononcé en anglais : [ˌiːst mɒntˈpiːljər]) est une municipalité (town) américaine de l'État du Vermont, située dans le comté de Washington. Lors du recensement de 2020, sa population s'élevait à 2 598 habitants.

## Géographie
East Montpelier est située dans le centre du Vermont, au nord-est de Montpelier dont elle fait partie de l'agglomération. Son territoire s'étend sur 83,1 km2 et est traversé par la rivière Winooski.
| Middlesex  | Calais          | Marshfield |
|            | East Montpelier | Plainfield |
| Montpelier | Barre           |            |

## Histoire
Elle a été fondée en 1859.

## Politique et administration
La ville est administrée par un conseil de cinq membres élus (Selectboard) qui est responsable de la conduite générale des affaires de la ville. Il a pour fonctions de publier les règlements locaux, préparer le budget, superviser toutes les dépenses de la ville, gérer les employés municipaux et contrôler les bâtiments et les biens de la ville. Il est assisté de « justices de paix » élus et d'un administrateur (clerk town), réunis au sein du Conseil de l'autorité civile.